# Parc national de l'Arctique russe

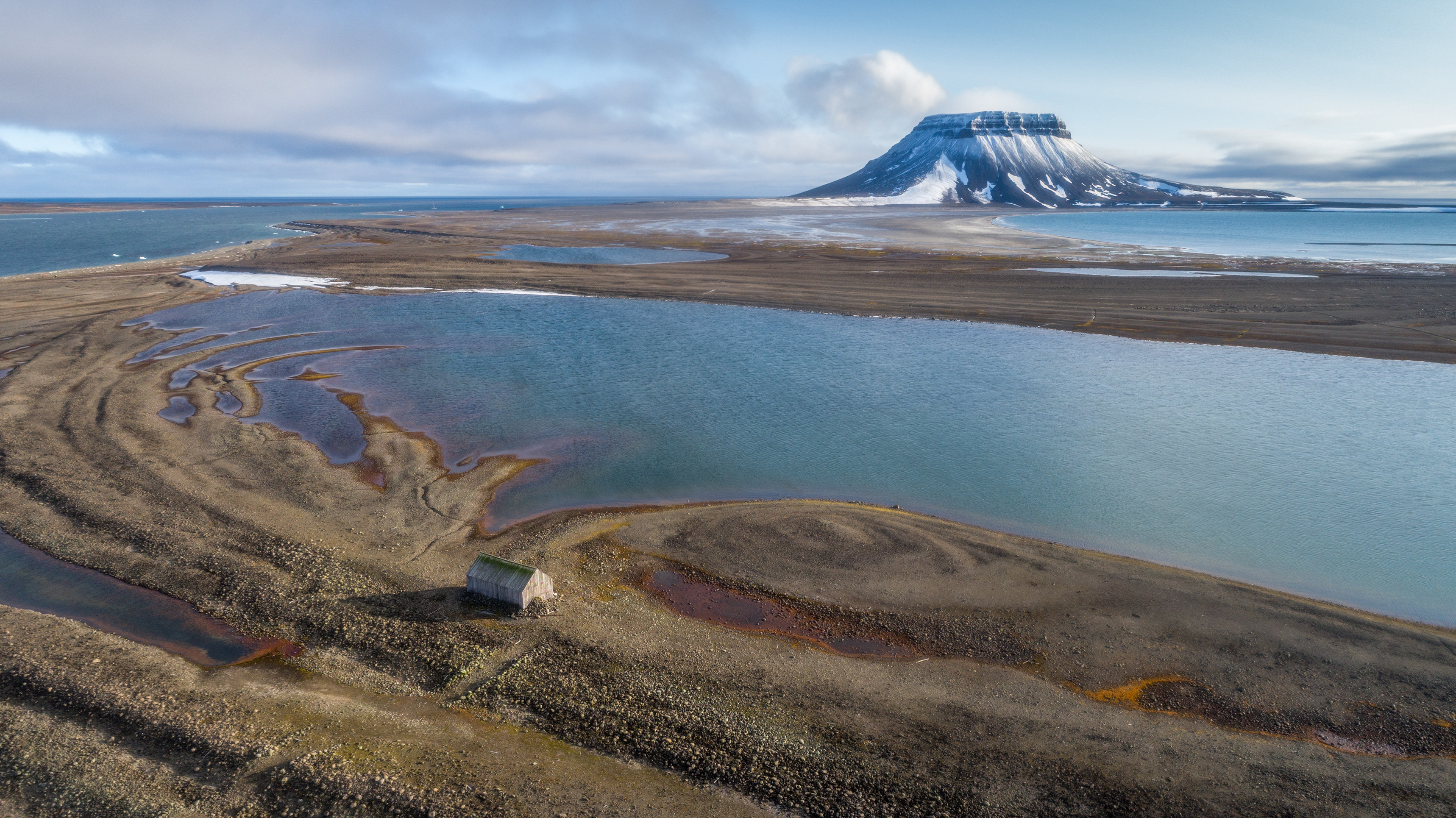
L'île Bell, au premier plan le canal Eira. Aout 2017.

Le parc national de l'Arctique russe (en russe : Национальный парк « Русская Арктика », Natsionalny park « Rousskaïa Arktika ») est un parc national russe fondé en juin 2009. Il couvre une grande surface désertique de l'Arctique, la partie septentrionale de la Nouvelle-Zemble et la Terre François-Joseph. Il ne doit pas être confondu avec la réserve naturelle du Grand Arctique plus à l'est.

## Géographie
Le parc national s'étendait à sa création sur 14 260 km2 dont 6 320 sur terre et 7 940 sur l'océan Arctique. Il a été considérablement étendu en 2016, augmentant sa taille d'environ 74 000 km2, dont 16 000 sur terre et 58 000 de zones marines. Il s'agit maintenant du plus grand parc national de Russie avec 88 000 km².
Le parc national protège à la fois l'environnement et les habitats naturels ainsi que l'héritage culturel de cette région qui a été explorée dès le XVIe siècle, avec de grands noms comme Barents, puis Roussanov ou Sedov, etc.

## Faune et flore
Le parc constitue un habitat protégé pour l'ours blanc, le renard polaire, la baleine boréale, le morse et divers pinnipèdes, comme le phoque du Groenland. Il abrite également l'une des plus grandes colonies d'oiseaux de l'hémisphère nord (guillemots, eiders...).

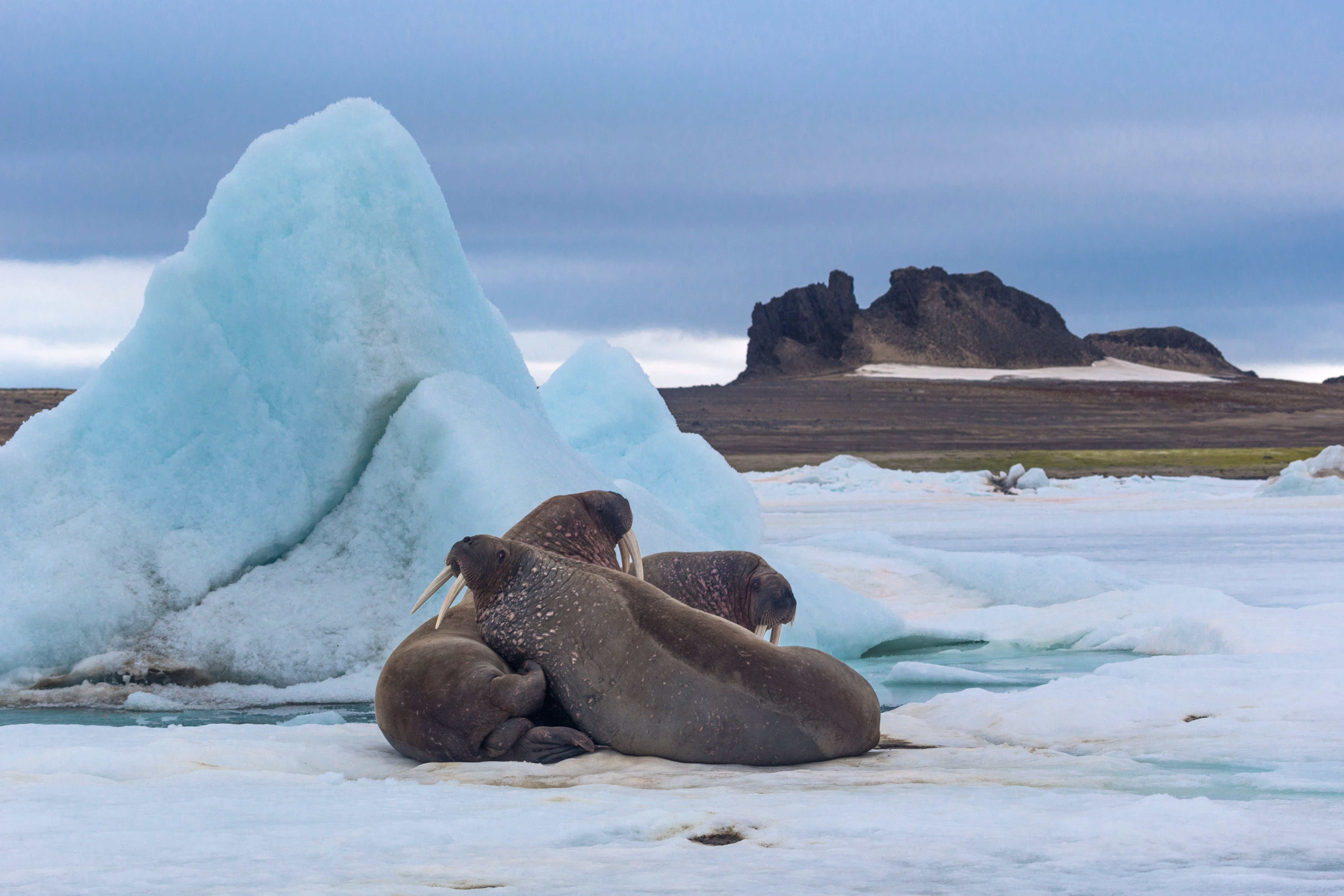
Morses de l'archipel François-Joseph.

## Histoire
Le gouvernement russe a fondé en 1994 une aire protégée sur la Terre François-Joseph. C'est le 25 juin 2009 que le président russe Vladimir Poutine a signé le décret instituant le parc national de l'Arctique russe. Il a ensuite visité l'archipel en 2010,. À partir de 2011, le parc national a été étendu afin d'inclure l'archipel François-Joseph et de développer le tourisme arctique. En 2013, on signale que l'archipel François-Joseph est pollué par plus de 100 000 tonnes de polluants datant de l'époque soviétique. Afin de nettoyer l'environnement, la Russie a approuvé un budget de 1,377 milliard de roubles pour 2013 et 2014.
Le siège administratif du parc se trouve à Arkhangelsk. L'accès au parc requiert l'obtention d'un permis spécial.

## Source
- (en) Cet article est partiellement ou en totalité issu de l’article de Wikipédia en anglais intitulé « Russkaya Arktika National Park » (voir la liste des auteurs).